# Балтийское море
Балти́йское мо́ре (ист. Варяжское море; пол. Morze Bałtyckie, нем. Ostsee, н.-нем. Oostsee, швед. Östersjön, дат. Østersøen, фин. Itämeri, эст. Läänemeri, латыш. Baltijas jūra, лит. Baltijos jūra) — внутриматериковое море Евразии, расположенное в Северной Европе (частично омывает также берега Западной и Восточной Европы). Относится к бассейну Атлантического океана.
Крайняя северная точка Балтийского моря находится вблизи Северного полярного круга (65°40' с. ш.), крайняя южная — около города Висмара (53°45' с. ш.).
Крайняя западная точка расположена в районе Фленсбурга (9°10' в. д.), крайняя восточная — в районе Санкт-Петербурга (30°15' в. д.).
Площадь поверхности моря (без островов) — 419 тыс. км². Объём воды — 21,5 тыс. км³. Из-за огромного стока рек вода имеет низкую солёность и потому море является солоноватоводным. Является крупнейшим в мире морем с такой особенностью.

## Этимология

### Названия на разных языках
- русское: Балтийское море
- английское: Baltic Sea (Балтийское море)
- латинский: Oceanus Sarmaticus (Сарматский океан), Sarmatĭcum mare, др.-греч. Σαρματικων, Σαρματικὸς ὠκεανός — по данным «Географии» Птолемея (кн. 3, гл. 5, 1). Хотя поэты, например в «Письма с Понта» (IV, 10, 38) Овидия, употребляли это название и для Чёрного моря[5]. Suebicum mare (Свебское море) в «Германии» (45) Тацита.
- датское: Østersøen (Восточное море)
- немецкое: Ostsee (Восточное море)
- латышское: Baltijas jūra (Балтийское море)
- литовское: Baltijos jūra (Балтийское море)
- польское: Morze Bałtyckie (Балтийское море). В польском латиноязычном документе Мешко I Dagome udex Балтика обозначена как Длинное море
- финское: Itämeri (Восточное море) — исключение; название является калькой со шведского названия (на самом деле Балтийское море находится к западу и югу от Финляндии)
- шведское: Östersjön (Восточное море)
- эстонское: Läänemeri (Западное море)
- древнескандинавское: Eystrasalt или austan haf (Восточное море)[6]

### История названия
Впервые название Балтийское море (лат. mare Balticum) встречается у Адама Бременского в его трактате «Деяния архиепископов Гамбургской церкви» (лат. Gesta Hammaburgensis Ecclesiae Pontificum).
В былинах Балтика называется Волынским (от названия города Волин) морем или Вирянским/Виряйским (от Виронии, прежнее название Эстонии) морем. В большинстве новгородских источников Балтику называют просто «морем», в смоленских грамотах — просто «морем» или «Восточным морем», в московских документах — «морем» и «Солёным морем». Название Варяжское море в средневековом актовом материале не встречается и впервые фиксируется в трёх литературных текстах, восходящих к владимирскому своду 1283/1284 гг. великого князя Дмитрия Александровича Переяславского: в составе второй (расширенной) редакции проложной статьи Слова о благословение Руси апостолом Андреем (первая половина XIV века), в составе вводной части Повести временных лет в Лаврентьевской летописи (1377 год), в тексте Жития Александра Невского в списке Псковской второй летописи (ок. 1486 года). В письменной и устной новгородской традиции название Варяжское море отсутствует. В Книге Большому чертежу Финский залив назван Котлино озеро. Ботнический залив в ряде новгородских источников назывался Каяно море, на новгородской карте середины XVII века Ботника подписана как Подсеверная губа морская, в одном документе XVII века (в росписи из Соловецкого монастыря) она упомянута как Свитцкое (Шведское) море. В пособиях по исторической географии М. К. Любавского, С. М. Середонина и А. А. Спицына название Варяжское море отсутствует. В правительственных документах Петра I название Балтийское море встречается с 1701 года. В челобитной новгородского купца Ивана Кошкина царю Петру I Балтика называется «Голынское море». На русских картах XVIII века употреблялась форма Балтическое море.

## Геологическая история

Анциловое озеро примерно 8,7 тыс. лет назад. На вершинах Скандинавских гор ещё видны остатки ледника

Тот самый участок континентальной коры, на котором сегодня находится современное Балтийское море, является частью устойчивой Русской тектонической плиты (Фенносарматия). Как единый массив он сложился около 1,8 миллиарда лет назад и с тех пор пребывал в относительной стабильности. Бо́льшая часть территории, соответствующей дну современной Балтики, бо́льшую часть времени находилась выше уровня моря, хотя южная и восточная части этого пространства продолжительное время были покрыты мелководными шельфовыми морями, о чём свидетельствует мощный слой донных осадков в этих областях. Балтийский кратон образовался в южном полушарии, дрейфовал на запад, находясь в эдиакарии в районе Южного Полярного круга, а далее на север, пересёк экватор около 375 млн л. н., и около 30 миллионов лет назад уже приблизился к современному положению. В разное время он был составной частью различных материков (Нуна, Нена, Родиния, Протолавразия, Паннотия, Лавруссия, Пангея, Лавразия, Евразия), а некоторое время также отдельным материком Балтикой.
Примерно 40 миллионов лет назад, когда контуры северной, центральной и восточной Европы уже сложились на близких к современным широтах, на месте будущего Балтийского моря возникла долина реки Эридан, протекавшей в юго-западном направлении параллельно Скандинавским горам — то есть приблизительно так же, как будет расположено Балтийское море: исток брала в Лапландии, а сильно ветвистая дельта в районе современных Нидерландов впадала в древнее Северное море, и в области нынешнего Финского залива располагался крупный приток. С наступлением четвертичного оледенения, примерно 700 тыс. л. н. Эридан прекратил существование, поскольку его долина, как и вся северная Европа, скрылась под ледниковым щитом. По берегам Эридана росла тайга. После образования ледника смола хвойных деревьев превратилась в янтарь.
Тяжесть льда вызвала значительный прогиб земной коры, часть которой оказалась ниже уровня океана. С окончанием последнего ледникового периода эти территории освобождаются ото льда, и образованная прогибом коры впадина заполняется водой:
- Балтийское ледниковое озеро — образовалось на месте современной южной Балтики около 14 тыс. лет назад, после отступления ледника.
- Иольдиевое море — образовалось 10 300 лет назад, после того как морские воды хлынули в Балтийское ледниковое озеро через пролив в районе центральной Швеции.
- Анциловое озеро — существовало в период 9—7,5 тыс. лет назад, когда Иольдиевое море утратило связь с океаном в результате подъёма суши.
- Литориновое море — образовалось в результате повышения уровня мирового океана и появления около 7,5 тыс. л. н. Датских проливов[10], соединивших Анциловое озеро с мировым океаном.
- Собственно Балтийское море — когда береговая линия, режим солёности и другие параметры Литоринового моря стали близки к современным — начинается около 4 тысяч лет назад. Примерно в это же время возникает и Нева.

## Физико-географический очерк

Балтийское море глубоко вдаётся в сушу Европы, омывает берега России, Эстонии, Латвии, Литвы, Польши, Германии, Дании, Швеции и Финляндии.
Крупные заливы Балтийского моря: Финский, Ботнический, Рижский, Куршский (пресноводный залив, отделённый от моря песчаной Куршской косой).
Некоторые исследователи выделяют также Архипелаговое море.
Крупные острова: Готланд, Эланд, Борнхольм, Волин, Рюген, Аландия и Сааремаа (смотрите основную статью — список островов Балтийского моря).
Крупные реки, впадающие в Балтийское море, — Нева, Нарва, Западная Двина (Даугава), Неман, Преголя, Висла, Одер и Вента.

## Рельеф дна

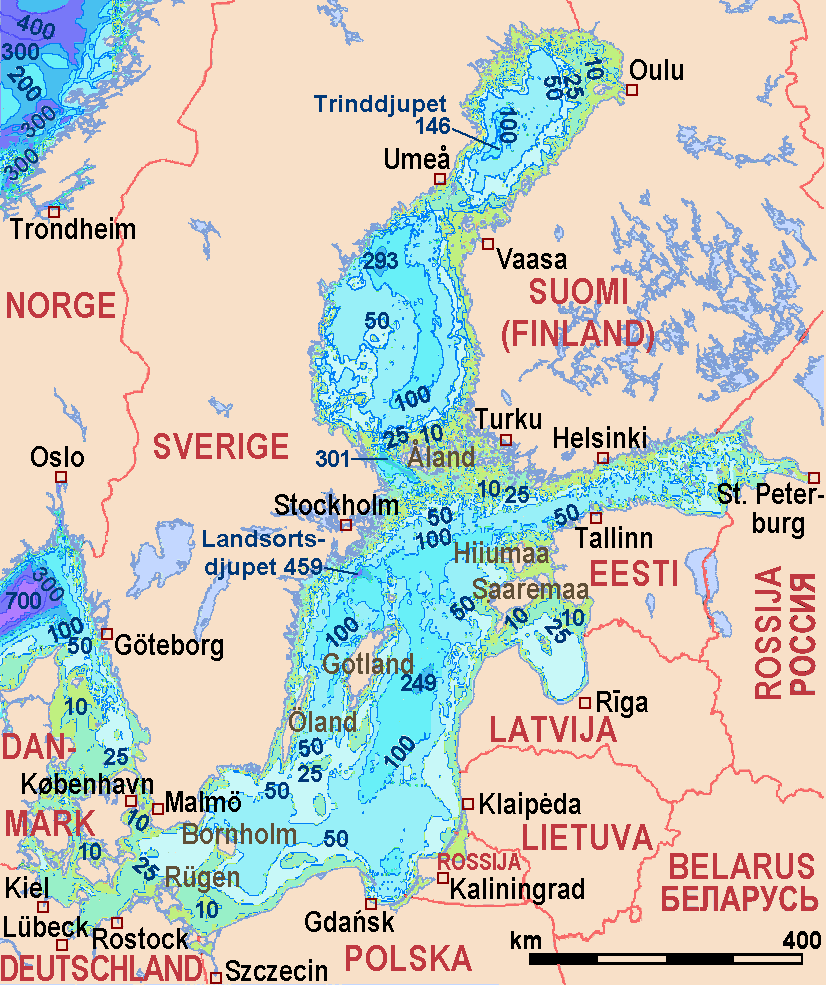
Рельеф Балтийского моря (метров)

Балтийское море находится в пределах материкового шельфа. Средняя глубина моря 51 метр. В районах отмелей, банок, около островов наблюдаются небольшие глубины (до 12 метров). Имеется несколько котловин, в которых глубины достигают 200 метров. Самая глубокая котловина — Ландсортская (58°38′ с. ш. 18°04′ в. д.) с максимальной глубиной моря — 470 метров. В Ботническом заливе максимальная глубина — 293 метра, в Готландской котловине — 249 метров.
Дно в южной части моря равнинное, на севере — неровное, скалистое. В прибрежных районах среди донных осадков распространены пески, но бо́льшая часть дна моря покрыта отложениями из глинистого ила зелёного, чёрного или коричневого цвета ледникового происхождения.

## Гидрологический режим
Особенностью гидрологического режима Балтийского моря является большой избыток пресной воды, образовавшийся за счёт осадков и речного стока. Общий речной приток в море вместе с атмосферными осадками составляет приблизительно 660 км³ пресной воды в год, что формирует частично опреснённый верхний слой водоёма и снижает его солёность в целом. Солоноватые поверхностные воды Балтийского моря через Датские проливы уходят в Северное море, а в Балтийское море поступают с глубинным течением солёные воды Северного моря. Общий сток слабосолёной воды составляет 975 км³ в год, приток солёной воды — 475 км³ в год. Из-за относительно небольшой глубины Датских проливов, значительное влияние на обмен воды между Северным и Балтийским морями оказывают штормовые нагоны. Во время штормов, когда вода в проливах перемешивается до самого дна, водообмен между морями меняется — по всему сечению проливов вода может идти как в Северное, так и в Балтийское море. Приливы в Балтийском море — полусуточные и суточные, но их величина не превышает 20 сантиметров.

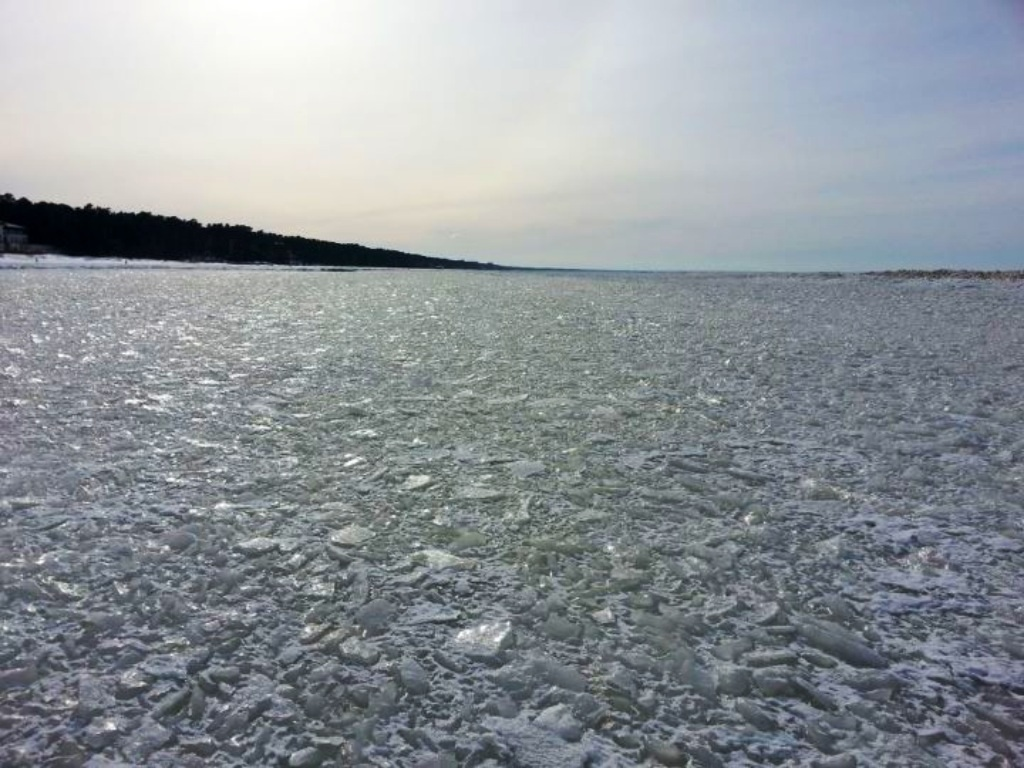
Балтийское море — обзор с пляжа г. Юрмала, март 2013 года

На мелководных участках побережья большое значение имеют сгонно-нагонные явления — колебания уровня моря, которые могут достигать у берегов 50 сантиметров, а в вершинах бухт и заливов — 2 метров. В вершине Финского залива при некоторых метеорологических ситуациях возможны подъёмы уровня до 5 метров. Годовая амплитуда колебаний уровня моря может достигать у Кронштадта 3,6 метра, у Вентспилса — 1,5 метров. Амплитуда сейшевых колебаний обычно не превышает 50 сантиметров.
По сравнению с другими морями волнение на Балтийском море незначительно. В центре моря встречаются волны высотой до 3,5 метров, иногда выше 4 метров. В мелководных заливах высота волн не превышает 3 метров, но они круче. Однако нередки случаи образования больших волн, высотой более 10 метров, в условиях, когда штормовые ветра формируют волны, идущие с глубоководных районов к мелководью. Например, в районе банки Эландс-Седра-Грунт инструментально зафиксирована высота волны 11 метров. Небольшая солёность поверхностного слоя способствует быстрому изменению состояния моря. В зимних условиях плавания судам угрожает обледенение. Данные особенности Балтики наряду с высоким уровнем судоходства, большим количеством навигационных опасностей делают навигацию в этом море довольно сложной.
Прозрачность воды уменьшается от центра моря к его берегам. Наиболее прозрачна вода в центре моря и Ботническом заливе, где вода имеет голубовато-зелёный цвет. В прибрежных районах цвет воды — жёлто-зелёный, иногда коричневатого оттенка. Самая низкая прозрачность наблюдается летом из-за развития планктона.
Морской лёд появляется сначала в заливах в октябре — ноябре. Побережье Ботнического и значительная часть побережья (кроме южного берега) Финского залива покрываются припаем толщиной до 65 сантиметров. Центральная и южная части моря обычно льдом не покрываются. Лёд стаивает в апреле, хотя на севере Ботнического залива дрейфующий лёд может встречаться и в июне. Часто встречается всплывший донный лёд.

## Температурный режим и солёность
Температура поверхностных слоёв воды летом в Финском заливе составляет 15—17 °C, в Ботническом заливе — 9—13 °C, в центре моря — 14—17 °C. С увеличением глубины температура медленно понижается до глубины термоклина (20—40 метров), где происходит резкий скачок до 0,2—0,5 °C, затем температура растёт, достигая дна 4—5 °C.
| Горизонт, м | Январь | Февраль | Март | Апрель | Май | Июнь | Июль | Август | Сентябрь | Октябрь | Ноябрь | Декабрь |
| ----------- | ------ | ------- | ---- | ------ | --- | ---- | ---- | ------ | -------- | ------- | ------ | ------- |
| 0           | 0,8    | −0,4    | 0,2  | 0,6    | 4,4 | 10,0 | 15,4 | 16,0   | 13,5     | 8,6     | 5,7    | 3,0     |
| 10          | 0,5    | 0,0     | 0,1  | 0,3    | 3,3 | 7,5  | 13,2 | 14,6   | 12,5     | 8,4     | 6,1    | 4,1     |
| 20          | 0,8    | 0,2     | 0,1  | 0,4    | 1,8 | 4,7  | 7,2  | 7,9    | 10,4     | 8,2     | 6,1    | 4,3     |
| 30          | 1,0    | 0,4     | 0,3  | 0,4    | 1,4 | 2,5  | 3,5  | 3,9    | 7,8      | 6,0     | 5,3    | 4,4     |
| 50          | 3,0    | 2,5     | 2,2  | 2,5    | 2,3 | 2,5  | 2,6  | 3,3    | 3,1      | 3,2     | 4,1    | 3,9     |

| Горизонт, м | Январь | Февраль | Март | Апрель | Май | Июнь | Июль | Август | Сентябрь | Октябрь | Ноябрь | Декабрь |
| ----------- | ------ | ------- | ---- | ------ | --- | ---- | ---- | ------ | -------- | ------- | ------ | ------- |
| 0           | 3,7    | 2,5     | 1,8  | 2,2    | 5,5 | 11,3 | 15,5 | 17,1   | 13,8     | 10,7    | 8,0    | 5,8     |
| 10          | 3,6    | 2,5     | 1,8  | 2,1    | 4,5 | 9,9  | 14,6 | 16,9   | 13,6     | 10,4    | 8,0    | 5,8     |
| 20          | 3,6    | 2,5     | 1,8  | 2,0    | 3,4 | 6,6  | 10,3 | 13,5   | 13,3     | 10,4    | 8,0    | 5,8     |
| 30          | 3,6    | 2,6     | 1,8  | 1,8    | 3,0 | 4,2  | 5,2  | 5,4    | 6,8      | 10,3    | 8,0    | 5,8     |
| 50          | 3,8    | 2,8     | 1,9  | 1,7    | 2,4 | 3,0  | 3,4  | 3,4    | 2,8      | 3,2     | 5,9    | 5,7     |
| 100         | 5,0    | 5,1     | 5,1  | 4,4    | 4,7 | 5,0  | 4,9  | 4,7    | 4,7      | 4,8     | 4,9    | 5,1     |

Солёность морской воды уменьшается от Датских проливов, связывающих Балтийское море с солёным Северным, к востоку. В Датских проливах солёность составляет 20 ‰ у поверхности моря и 30 ‰ у дна. К центру моря солёность уменьшается до 6—8 ‰ у поверхности моря, на севере Ботнического залива опускаясь до 2—3 ‰, в Финском заливе до 2 ‰. С глубиной солёность увеличивается, достигая в центре моря у дна 13 ‰.

## Охрана окружающей среды

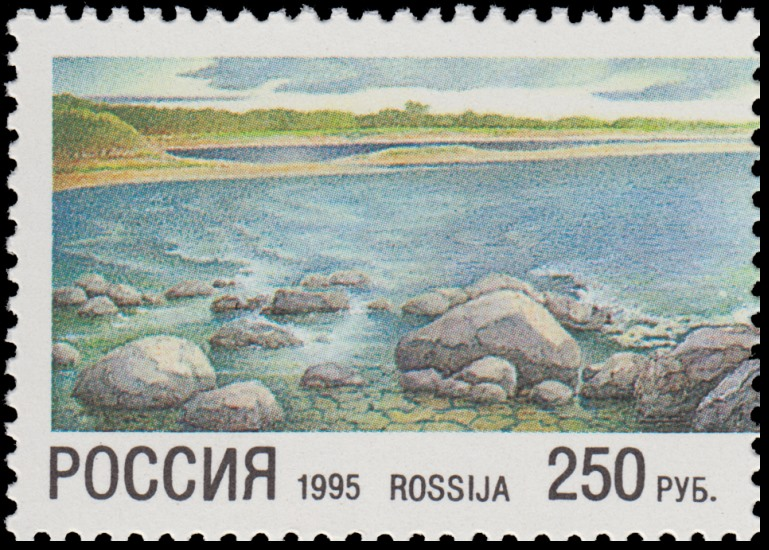
Прибрежный пейзаж Балтийского моря на почтовой марке России, 1995 год

Наличие свалок химического оружия (захоронение контейнеров с ядовитыми веществами проводилось после Второй мировой войны) сильно сказывается на экологическом состоянии Балтийского моря. Учёные-океанографы на научно-исследовательском судне «Профессор Штокман» картировали обнаруженные суда с химическим оружием, осматривали их с помощью спускаемых аппаратов, брали пробы воды и грунта, изучали течения в районе затопленных судов. В результате этой работы установлено, что из некоторых судов уже началась утечка отравляющих веществ.
В 2003 году в Балтийском море был зарегистрирован 21 случай попадания химического оружия в рыбацкие сети — все представляют собой сгустки иприта общим весом примерно 1005 кг.
В 2011 году в море произошёл слив парафина, который распространился по всей территории моря. Туристы находили на пляже крупные куски парафина.
В 1984 году с борта НИС АюДаг флуоресцентным лидаром были проведены измерения содержания хлорофилла а по маршруту Швеция — Германия. По этим данным в фарватерах движения судов наблюдается повышенное содержание хлорофилла а, что может быть обусловлено органикой, поступающей в воду с проходящих судов.

## Природные ресурсы

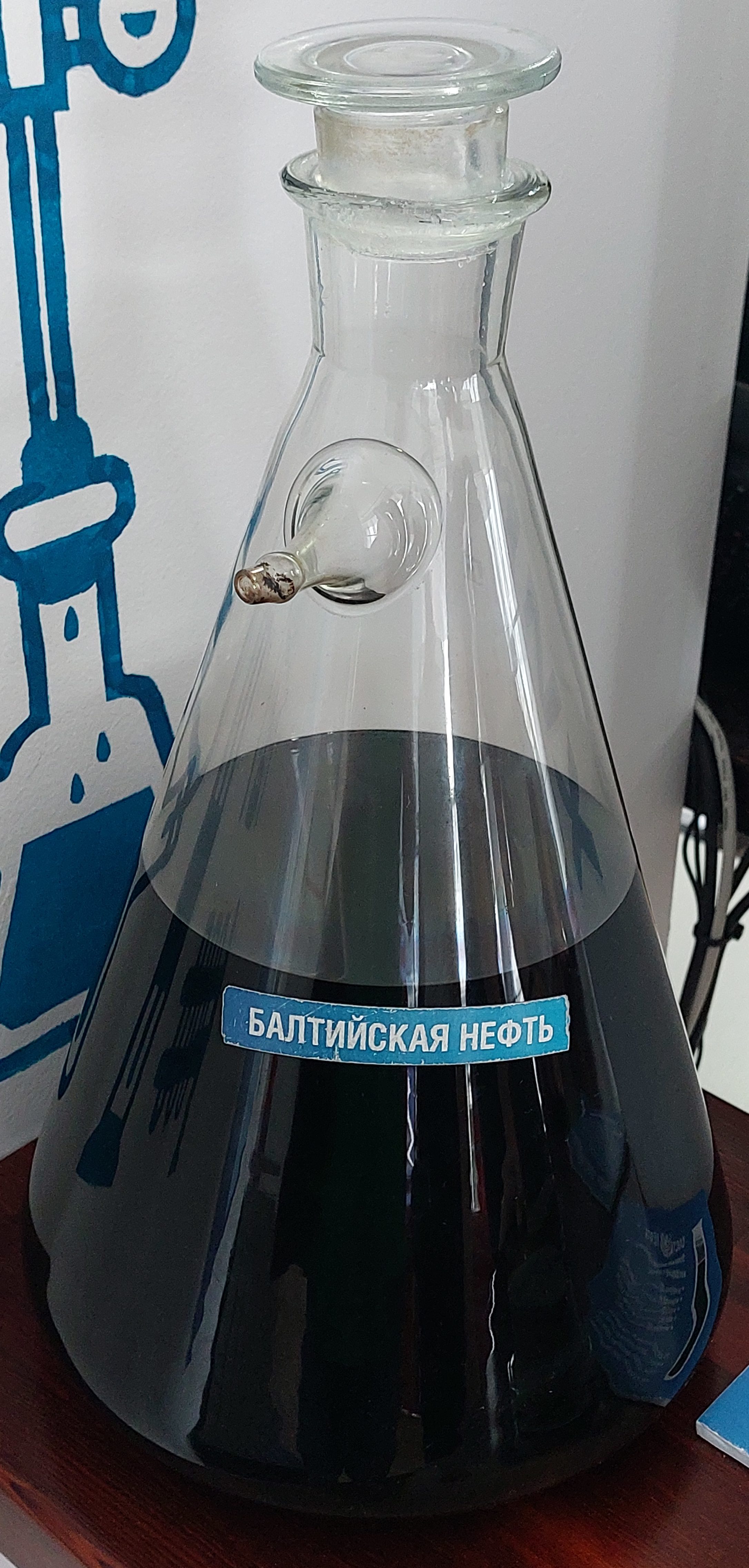
Балтийская нефть

Балтийское море богато морепродуктами, кроме того, имеются запасы нефти, в частности ведётся разработка месторождения Д-6 в исключительной экономической зоне России в пределах Калининградской области (55°19,66′ с. ш. 20°34,50′ в. д.), обнаружены железно-марганцевые конкреции и залежи янтаря.
Разработке месторождений могут препятствовать жёсткие экологические требования, связанные с незначительным водным обменом моря с океаном, антропогенным загрязнением вод стоками с территории прибрежных государств, способствующими усиленной эвтрофикации.
По дну Балтийского моря проложен газопровод «Северный поток».

## Морской транспорт
Из-за небольших глубин в Финском заливе и в Архипелаговом море многие места недоступны судам со значительной осадкой. Тем не менее, все самые крупные из построенных круизных лайнеров проходят через датские проливы в Атлантический океан. Главный ограничительный фактор — мост Большой Бельт. Крупные порты: Балтийск, Вентспилс, Выборг, Гданьск, Гдыня, Калининград, Киль, Клайпеда, Копенгаген, Лиепая, Любек, Рига, Росток, Санкт-Петербург, Стокгольм, Таллин, Щецин. Через датские проливы соединяется с морями Атлантического океана (Северное море).
Переправы через проливы: Большой Бельт (6790 м, 1998, Дания), Малый Бельт (1700 м, 1970, Дания), Эресунн (16 км, 2000, Дания — Швеция), планируется: Фемарнбельтский (18 км, 2028, Дания — Германия).

## Рекреационные ресурсы
Курорты: Сестрорецк, Зеленогорск, Светлогорск, Янтарный, Пионерский и Зеленоградск, Балтийск в России, Юрмала и Саулкрасты в Латвии, Паланга и Неринга в Литве, Сопот, Хель, Кошалин, Колобжег в Польше, Альбек, Бинц, Хайлигендамм и Тиммендорф в Германии, Пярну и Нарва-Йыэсуу в Эстонии.